# Eva-Maria Höckmayr
Eva-Maria Höckmayr (* 1979 in Würzburg) ist eine deutsche Opern- und Theaterregisseurin.

## Leben und Wirken
Eva-Maria Höckmayr studierte von 1998 bis 2004 Theaterwissenschaft, Neuere deutsche Literatur und Philosophie an der Ludwig-Maximilians-Universität München. Von 2001 bis 2006 folgte eine Ausbildung zur Regisseurin für Sprech- und Musiktheater an der Bayerischen Theaterakademie August Everding. Von 2006 bis 2008 war sie als Assistentin am Theater Freiburg engagiert. In dieser Zeit entwickelt sie mit dem Dramaturgen Andri Hardmeier das Projekt Kreutzersonate. Tolstoi, Janáček, Beethoven, für das sie mit dem Förderpreis der Akademie Musiktheater heute der Deutschen Bank Stiftung ausgezeichnet wurden und das u. a. im Künstlerhaus Mousonturm in Frankfurt am Main gastierte.
Seit 2008 ist sie als freie Regisseurin tätig, unter anderem an Bühnen wie der Oper Köln, der Oper Frankfurt, Theater Aachen, Theater Freiburg, Luzerner Theater, am Deutschen Nationaltheater Weimar, Staatstheater Darmstadt, Theater Heidelberg, Oper Graz und an der Staatsoper Berlin. Dabei arbeitete sie mit Dirigenten wie beispielsweise Renè Jacobs, Diego Fasolis, Marc Piollet, Dirk Kaftan, Lahav Shani und Fabrice Bollon zusammen.
Für ihre Inszenierung von Pellèas et Mélisande (Theater Aachen, 2010) wurde sie mit dem Götz-Friedrich-Opernregiepreis und dem NRW-Förderpreis für junge Künstlerinnen und Künstler ausgezeichnet. In Fachzeitschriften wie Opernwelt und Die Deutsche Bühne wurde sie mit ihren Arbeiten Suor Angelica (Oper Köln), Otello (Theater Freiburg) und Romeo und Julia auf dem Dorfe von Frederik Delius (Oper Frankfurt) in den Kategorien „Beste Nachwuchskünstlerin“, „Beste Regie“ und „Beste Produktion“ nominiert.
Höckmayr ist außerdem projektbezogen als Dozentin im Studiengang „Musiktheater“ der Bayerischen Theaterakademie München, der Universität der Künste Berlin und der Hochschule für Musik und Theater Hamburg tätig.

## Inszenierungen (Auswahl)
- 2009: Claude Debussy – Pelléas et Mélisande. Theater Aachen
- 2009: Schwanengesänge – Variationen zu Leben und Tod nach Franz Schubert. Theater Fürth (UA)
- 2010: Wajdi Mouawad – Der Sonne und dem Tod kann man nicht ins Auge sehen. Luzerner Theater
- 2011: Giuseppe Verdi – Otello. Theater Freiburg
- 2011: Ludwig Fels – Soliman. Mainfrankentheater Würzburg[9]
- 2011: Alessandro Scarlatti – Marco Attilio Regolo. Theater Heidelberg/Theater Schwetzingen (Deutsche Erstaufführung)
- 2012: Georg Friedrich Händel – Orlando. Luzerner Theater
- 2013: Giacomo Puccini – Madama Butterfly. Deutsches Nationaltheater Weimar
- 2013: Giacomo Puccini – Suor Angelica. Oper Köln
- 2013: Pjotr Iljitsch Tschaikowski – Pique Dame. Theater Freiburg
- 2014: Giuseppe Verdi – La Traviata. Theater Heidelberg
- 2014: Frederick Delius – Romeo und Julia auf dem Dorfe. Oper Frankfurt[10]
- 2014: Richard Wagner – Tannhäuser. Theater Freiburg
- 2015: W. A. Mozart – Die Entführung aus dem Serail. Oper Graz
- 2015: Carl Maria von Weber – Der Freischütz. Staatstheater Darmstadt
- 2015: Georg Philipp Telemann – Emma und Eginhard, oder die Last-tragende Liebe. Staatsoper Berlin im Schillertheater Berlin[11]
- 2016: Giacomo Puccini – Tosca. Staatstheater Darmstadt[12]
- 2016: Gaetano Donizetti – Lucia di Lammermoor. Oper Köln im Staatenhaus
- 2017: Hector Berlioz – Les Troyens. Oper Frankfurt[13]
- 2017: Claudio Monteverdi – L’incoronazione di Poppea. Staatsoper Unter den Linden, Berlin[14]
- 2018: Leoš Janáček – Die Sache Makropulos. Staatstheater Darmstadt
- 2018: Giuseppe Verdi – Un ballo in maschera. Deutsches Nationaltheater Weimar
- 2018: Antonín Dvořák – Rusalka. Stadttheater Klagenfurt[15]
- 2019: Camille Saint-Saëns – L'Ancêtre. Prinzregententheater München, Bayerische Theaterakademie August Everding (Deutsche Erstaufführung)[16]
- 2019: Wolfgang Amadeus Mozart – Le nozze di Figaro. Staatstheater Saarbrücken[17]